# 육군종합행정학교
육군종합행정학교(陸軍綜合行政學校, 영어: Army Administrative School)는 충청북도 영동군에 있는 대한민국 육군의 군사학교로, 인사, 군사경찰, 재정, 군종, 법무병과 특기를 지원한 사관이나 부사관, 용사에 대한 교육 및 훈련을 맡고 있다.
또한, 행정 직렬 9급 ~ 6급 군무원들의 교육도 담당하고 있다.

## 역사
1968년 10월 15일에 인사, 군사경찰, 재정, 법무, 군종, 정보학교를 병합하여 서울특별시 용산구에서 설립되었다. 얼마 지나지 않아 그해 11월에 성남으로 이사하였다.
1983년 7월 1일, 정보병과 창설에 따라 육군정보학교가 분리되었다.
2011년, 충청북도 영동군으로 이사하였다.
2018년 10월 15일, 50주년을 맞았다.
2020년 1월 10일, 부서인 군종학처가 분리된 조직인 군종교육단으로 재편성되었다. 군종병과 최초의 지휘관 직위인 군종교육단장에는 대령 계급의 군종장교가 임명된다.

## 조직

### 현재
부서
- 행정처
- 교무처
- 전투발전처

교육부대
- 인사교육단
- 군종교육단[4]
- 군사경찰교육단
- 재정교육단
- 법무교육단
- 군사경찰교육대

예하부대
- 본부근무대

### 이전
- 육군정보학교; 1968년 10월 15일 ~ 1983년 7월 1일, 분리
- 육군종합군수학교

## 역대 교장
| #    | 계급 | 성명   | 출신      | 취임일           | 이임일           | 참고  |
| ---- | ---- | ------ | --------- | ---------------- | ---------------- | ----- |
| 35대 | 소장 | 김일수 | 육사 41기 | ?                | 2018년 12월 13일 |       |
| 36대 | 소장 | 이국재 | 육사 42기 | 2018년 12월 13일 | 2019년 11월 19일 | [ 5 ] |
| 37대 | 소장 | 김민호 | 학군26기  | 2019년 11월 19일 | 2021년 12월      |       |
| 38대 | 준장 | 전계청 | 육사45기  | 2021년 12월      | 2023년 12월 29일 |       |
| 39대 | 준장 | 최 훈  | 육사50기  | 2024년 1월 2일   | 2025년 1월       |       |
| 40대 | 준장 | 추병대 | 육사50기  | 2025년 1월       | 현재             |       |

## 참고
1. ↑  “지금은 영동시대! 최첨단 시설로 새롭게 무장한 육군종합행정학교”. 육군 블로그 아미누리. 2011년 11월 28일. 2019년 9월 22일에 확인함.
2. ↑  “육군정보학교(陸軍情報學校)”. 한국중앙연구원. 2019년 9월 22일에 확인함.
3. ↑  “[충북소식] 육군종합행정학교 창설 50주년 기념행사”. 연합뉴스. 2018년 10월 15일. 2019년 9월 22일에 확인함.
4. 1 2  임채무 (2020년 1월 10일). “군종병과 창설 69년 역사상 첫 지휘관 탄생”. 국방일보. 2020년 1월 12일에 원본 문서에서 보존된 문서. 2020년 1월 12일에 확인함.
5. ↑  이성기 (2018년 12월 13일). “육군종합행정학교 이국재 학교장 취임”. 뉴시스. 중앙일보. 2019년 9월 22일에 확인함.[깨진 링크(과거 내용 찾기)]

- 박동찬 (2009). “육군종합행정학교(陸軍綜合行政學校)”. 한국학중앙연구원. 2020년 1월 12일에 확인함.